# Греготти, Витторио
Витто́рио Грего́тти (10 августа 1927 — 15 марта 2020) — итальянский архитектор и градостроитель, теоретик и практик архитектурного неорационализма.

## Биография
Родился 10 августа 1927 года в Новаре. В 1952-м окончил Миланский технический университет.

Сформулировал идеи итальянского неорационализма в книге «Территория архитектуры» (1966).
«Сражаться с природой или постигать её, извлекать диалектические аспекты из её единства, геометрически организовывать или, разбивая сад, делать из неё природу идеальную, улучшенную, космологическую модель, земной рай, природу, благосклонную к человеческому бытию, противостоящему природе дикой, или зеркало правды и доброты, заложенных в человеке, – это трактовки, которые всегда находили свои точные и определенные ответы в архитектуре» (перевод Анны Вяземцевой).
В 1974 году основал студию Gregotti Associati International. В числе её наиболее важных проектов: план развития района Бикокка в Милане (1985—2005 годы), культурный центр Белем в Лиссабоне (1988—1993), театр Арчимбольди в Милане, театр в Экс-ан-Прованс (2003—2007).

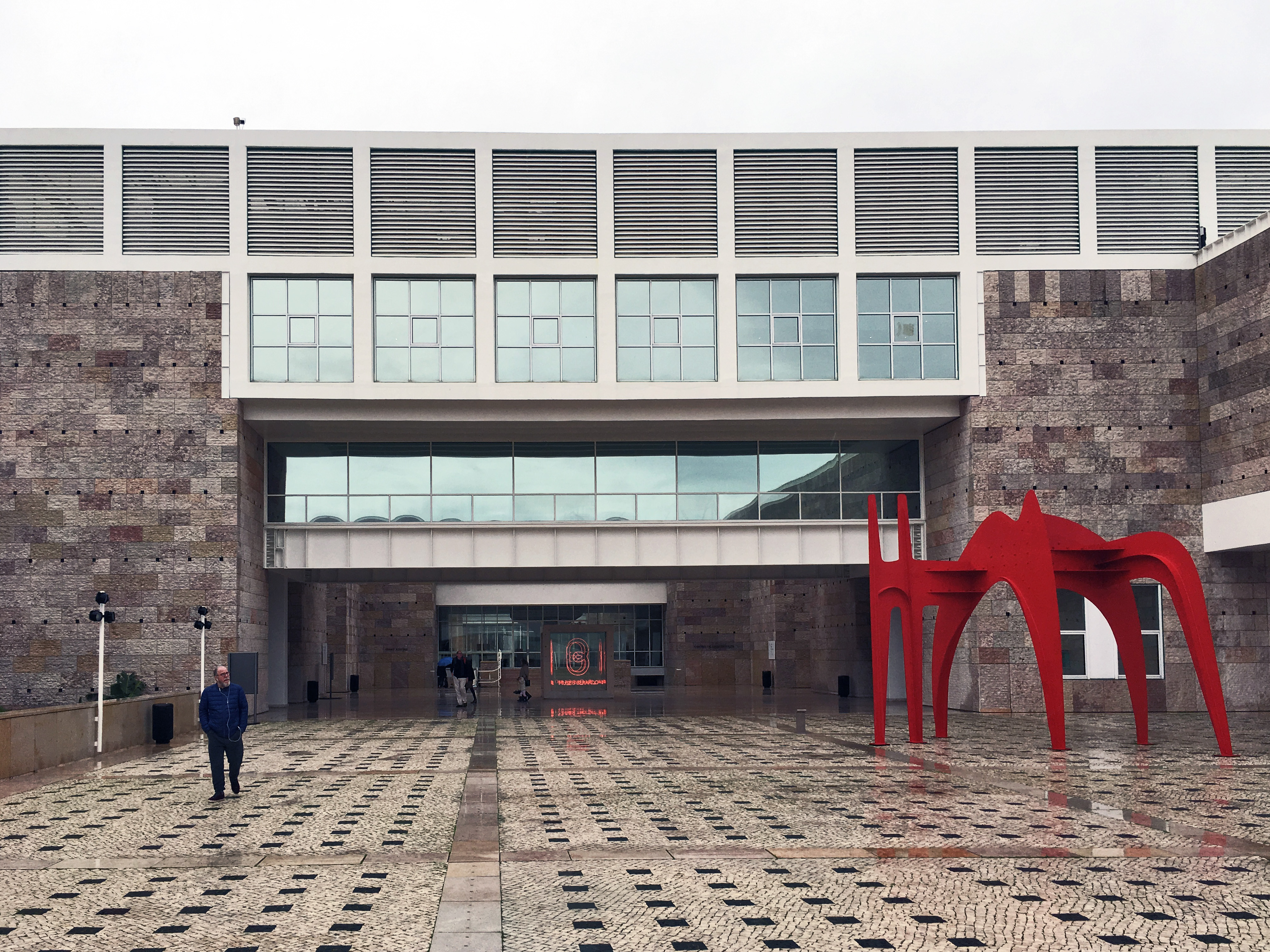
Культурный центр Белем, Лиссабон

Греготти был директором по изобразительному искусству на Венецианской биеннале с 1974 по 1976 год. Курировал биеннале архитектуры в 1980 и 1984 годах.
Руководил журналом для архитекторов и дизайнеров Casabella в 1982—1996 гг.
Последней работой стала реконструкция бывшей фабрики в Театр Леопольда в Фоллонике (2012).
Госпитализирован в клинику Сан-Джузеппе в Милане из-за последствий коронавирусной пневмонии. Скончался 15 марта 2020 года.